# Jason Alexander
Jason Alexander, rodným jménem Jay Scott Greenspan (* 23. září 1959, Newark, New Jersey, USA) je americký herec, muzikálový zpěvák a tanečník, držitel americké divadelní ceny Tony.

## Vybraná filmografie
- 2005 – Chrise nemá rád nikdo (TV seriál)
- 2002 – 101 dalmatinů II: Flíčkova londýnská dobrodružství
- 2001 – Těžce zamilován
- 1999 – Star Trek: Vesmírná loď Voyager (epizoda „Kroužek expertů“)
- 1997 – Popelka
- 1997 – Pánská jízda
- 1996 – Dunston: Sám v hotelu
- 1996 – Poslední smích
- 1995 – V dobrém i zlém
- 1994 – Blankman
- 1994 – Noviny
- 1993 – Šišouni v New Yorku
- 1993 – Všude dobře, doma nejlíp
- 1990 – Jakubův žebřík
- 1990 – Pretty Woman
- 1990 – Show Jerryho Seinfelda (TV seriál)
- 1986 – Pobřeží moskytů